# ディエゴ・フオーリ
ディエゴ・リニシオ・ラサーロ・フオーリ（Diego Licinio Lázaro Fuoli、1997年10月20日 - ）は、スペイン・アラゴン州サラゴサ出身のサッカー選手。サン・フェルナンドCD所属。ポジションはGK。

## クラブ経歴
アラゴン州のサラゴサに生まれ、2015年にビジャレアルCFのカンテラに入団した。Bチームまでは昇格したものの、トップチームでの出場機会は訪れず、2019-20シーズン終了後にCEサバデルへと移籍した。
2021年8月6日、UDアルメリアへの移籍が発表され、Bチームに登録されることになった。
2023年7月11日、プリメーラ・フェデラシオンに所属していたサン・フェルナンドCDへ移籍することが決定した。